# Broomjoodmethaan
Broomjoodmethaan is een halomethaan van broom en jood, met als brutoformule CH2BrI. Het is een corrosieve vloeistof die zeer goed oplosbaar is in chloroform. De stof wordt enkel in laboratoria of voor onderzoek gebruikt en kent geen praktische toepassingen.